# Prosity

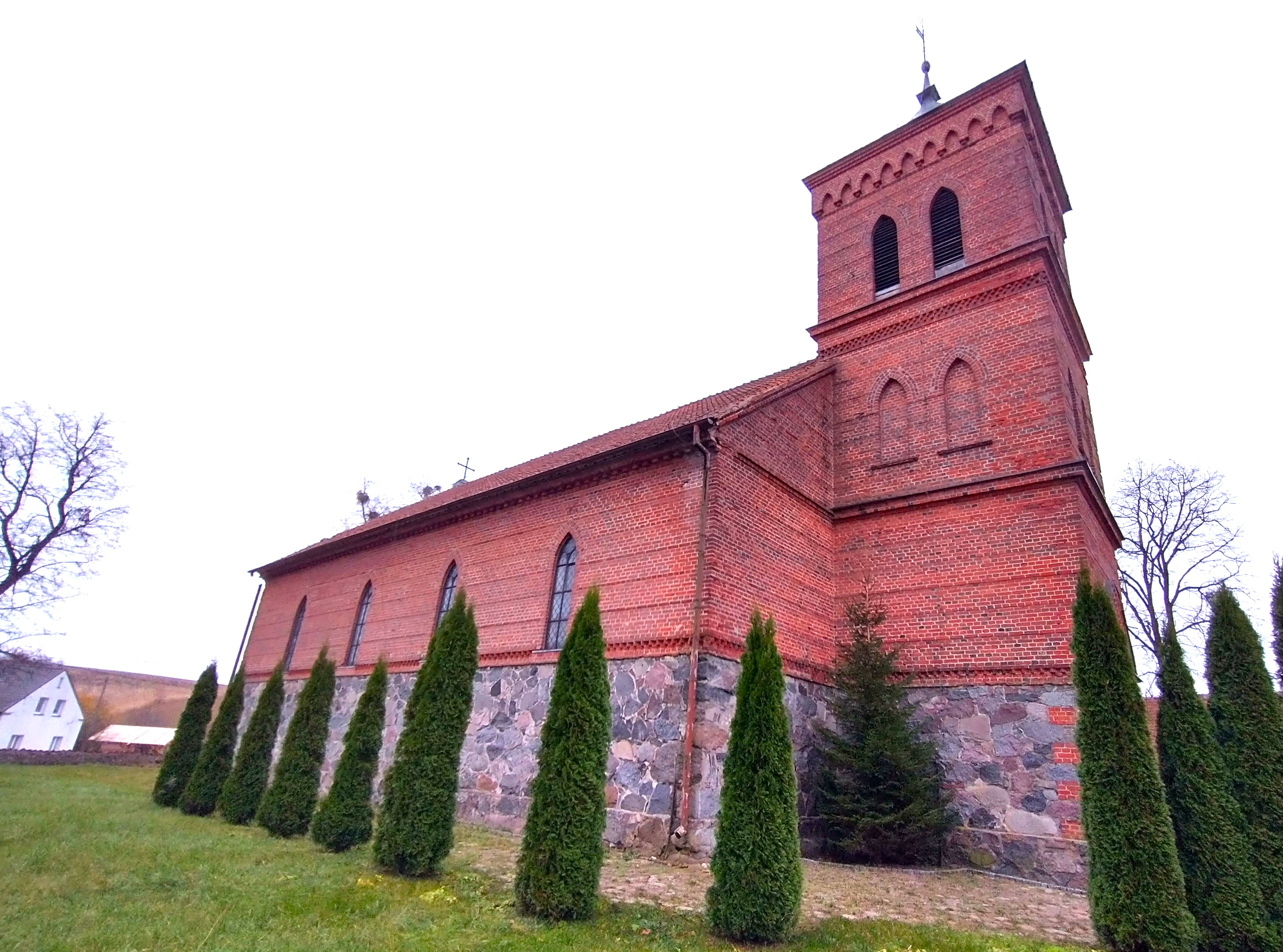
Kościół parafialny

Prosity (niem. Prossitten) – wieś w Polsce położona w województwie warmińsko-mazurskim, w powiecie bartoszyckim, w gminie Bisztynek.
Wieś warmińska położona między Bisztynkiem a Jezioranami jest siedzibą sołectwa do którego należą Biegonity. Z Prositami wiążą się losy dwóch osób wobec których toczą się procesy beatyfikacyjne.

## Historia wsi
Nazwa wsi pochodzi od pruskiego prassan – proso. Używane nazwy wsi: Prasyten (1354), Prossiten lub Gertlauken (1378, druga nazwa najwyraźniej w tym czasie funkcjonowała jako równorzędna, końcówka nazwy wywodzi się od pruskiego lauks), Prossyten (1597).
Wieś pierwotnie lokowana była 31 października 1354 przez biskupa warmińskiego Hermana z Pragi. W tym czasie wybudowano we wsi kościół. Wieś została zniszczona w czasie wojen polsko-krzyżackich w XV w. Kościół został zniszczony najpewniej w czasie wojny trzynastoletniej (1454-1466). W 1502 biskup warmiński Łukasz Watzenrode przekazał wieś w dożywotnie użytkowanie biskupowi pomocniczemu Janowi Wildemu. Po wojnie polsko-krzyżackiej 1519-1521 doszczętnie zniszczoną wieś ponownie lokował aktem z 15 marca 1529 biskup Maurycy Ferber. Włóki sołeckie nabył wówczas Jan Friedeland za 54 grzywny (należność nabywca zapłacił ratami, po cztery grzywny rocznie). W tym czasie powierzchnia wsi wynosiła 52 włóki. Friedeland nie zdołał w pełni zasiedlić wsi, gdyż w biskupich księgach rachunkowych z 1533 r. wieś nie została wymieniona. Biskup Marcin Kromer 24 marca 1585 sprzedał Walentynowi Vossedo parcelę pod budowę karczmy, wraz z przylegającą do niej ogrodem. Nabywca parceli przez sześć lat miał płacić czynsz po 2 grzywny, później po 4 grzywny rocznie. W tym samym roku odbudowano zniszczony kościół, stawiają go na fundamentach dawnego kościoła. Funkcjonowanie szkoły parafialnej w Prositach znane jest z lat 1597–1598, ale funkcjonowała najpewniej od początku istnienie parafii.
Odnowienie lokacji wsi nastąpiło jeszcze w roku 1623 na prośbę sołtysa Andrzeja Preugla. W dokumencie tym wymianie się cztery włóki należące „od niepamiętnych czasów” do proboszcza. W 1783 r. we wsi było 48 domów. W 1789 funkcję nauczyciela w tej szkole pełnił organista Andrzej Parzan, a jego dochód roczny wynosił 11 florenów. W połowie XIX w. do tutejszej parafii należały także wsie Księżno, Lądek i Biegonity. W 1820 r. we wsi mieszkało 296 osób, w 1848 już prawie dwukrotnie więcej (526 osób). 17 sierpnia 1845 biskup pomocniczy Joseph Ambrosius Geritz konsekrował nowo wybudowany kościół (1840-1842). Szkoła powszechna w roku 1935 miała trzech nauczycieli i 136 uczniów. W 1939 r. w Prositach było 589 mieszkańców.
W latach 1954–1957 wieś należała i była siedzibą gromady Prosity, po jej likwidacji w gromadzie Franknowo. W latach 1975–1998 miejscowość administracyjnie należała do województwa olsztyńskiego. Prosity po roku 1945 znajdowały się również na terenie powiatu reszelskiego i powiatu biskupieckiego.
W roku 1955 w gromadzie Prosity mieszkało 1009 osób. Do gromady należały sołectwa: Księżno, Lądek, Polkajmy i Prosity.
W roku 1998 w Prositach powstała izba pamięci sługi Bożego Józefa Englinga.

## Zabytki
- Kościół w Prositach istniał w XIV w. Po zniszczeniach wojennych następny kościół budowany był na fundamentach starego w roku 1585. Obecny kościół pw. Wniebowzięcia Najświętszej Maryi Panny wybudowano w latach 1840–1842. Jest to świątynia neogotycka, orientowana, salowa, murowana na rzucie prostokąta, z zakrystią od północy i kwadratową wieżą od zachodu. W zakrystii sklepienie krzyżowe. Wieża o czterech zewnętrznych kondygnacjach, oddzielonych gzymssami i fryzem z ułożonych narożnikami cegieł, który zdobi także ściany korpusu. Nad najwyższą kondygnacją wieży fryz arkadowy. Na wieży dach namiotowy z chorągiewka, na niej data 1843. Na zabytkowe wyposażenie kościoła składa się ołtarz główny, neobarokowy (połowa XIX w.) z obrazem Wniebowzięcia NMP oraz rzeźby św. Piotra i Pawła. Tabernakulum, balustrada, dwa ołtarze boczne, ambona empora organowa i dwa konfesjonały z połowy XIX w. Wcześniejsze (początek XIX w.) są obrazy świętych Marii Magdaleny, Franciszka, Elżbiety, Andrzeja i Piotra oraz sześć świeczników.
- Kościół otoczony jest kamiennym murem z dwiema kutymi z żelaza bramami. Na podwórzu znajduje się cmentarz z zabytkowymi nagrobkami pochodzącymi z XIX i początku XX wieku.
- Krzyż przydrożny z 1891 r. ufundowany przez osobę o inicjałach A.B., znajdujący się przy drodze w kierunku do Bisztynka.
- Dwa inne przydrożne drewniane krzyże (bez inskrypcji).
- Trzy kapliczki we wsi przy drogach w kierunku Bartnik, Sułowa lub Rokitnika.
- Kapliczek przydrożna na kolonii.
- Dwa metalowe krzyże, usytuowane w ogródkach prywatnych posesji. Jeden z nich pochodzi z około roku 1895. Na krzyżu tym, pod figurą Ukrzyżowanego znajduje się metalowa czaszka z piszczelami, oznaczająca Golgotę. Drugi metalowy krzyż znajduje się przy wyjeździe z Prosit w kierunku Franknowa i dalej do Jezioran.
- Krzyż stojący tuż przy murze okalającym kościół. Wykonany został w roku 1980 przez kowala Jana Kozieła. Krzyż ten posadowiony jest na dużo starszym postumencie z rysunkiem narzędzi męczeństwa Jezusa Chrystusa i napisem: Chritus moriendo; Mortem destruxit (Chrystus umierając Śmierć pokonał).

## Demografia
W 1783 roku Prosity miały 48 domów. Liczba mieszkańców kształtowała się następująco: w roku 1820 – 296 osób, w 1848 – 526, w 1939 – 589, w 1998 – 323.

## Ludzie związani z miejscowością
- Josef Engling (od 1999 toczy się proces beatyfikacyjny), urodził się 5 stycznia 1898 r. w Prositach. Zginął na froncie I wojny światowej w pobliżu Cambrai w 1918 roku. Proces beatyfikacyjny J. Englinga rozpoczął się w 1952 w Trewirze. Zakończony został na etapie diecezjalnym w 1964 r. W 1999 papież Jan Paweł II wznowił proces beatyfikacyjny, powołując komisję, której przewodniczy pallotyn ks. dr Jan Korycki. Przy kościele w Prositach znajduje się grób rodziców Englinga opatrzony dwujęzycznymi napisami. W pobliżu kościoła, po przeciwnej stronie drogi, znajduje się dom rodzinny Josefa Englinga. Od 1998 mieści się tam jego izba pamięci, z tablicą pamiątkową wmurowaną w ścianę domu.
- Adalbert Prothmann (Wojciech Protmann), proboszcz tutejszej parafii od 1919 r. do 1945 r., zastrzelony przez radzieckiego żołnierza w dniu 4 lutego 1945 r. Przy drzwiach wejściowych do kościoła, w murze wieży, znajduje się tablica upamiętniająca miejsce rozstrzelania i pochówku ks. Adalberta Prothmanna (jednego z męczenników warmińskich). Tablicę umieścił tu ks. Bronisław Magdziarz, niegdyś proboszcz w Prositach. Ks. Prothmann nie opuścił swych wiernych do końca mimo takich możliwości. Jego proces beatyfikacyjny rozpoczął się 15 września 2007 r. i dotyczy łącznie 34 osób duchownych i świeckich z terenu Warmii.